# Orthodoxe Partij
De Orthodoxe Partij (Spaans: Partido Ortodoxo, ook wel Partido del Pueblo Cubano genoemd) was een Cubaanse politieke partij die in 1947 door de politicus Eduardo Chibás werd opgericht. In 1959 werd de partij opgeheven.
De Orthodoxe Partij verzette zich tegen Amerikaans imperialisme op het eiland, pleitte voor een geheel onafhankelijke economie en sociale hervormingen. Tijdens de algemene verkiezingen van 1948 eindigde de partij als derde. De partij won vier zetels in het Huis van Afgevaardigden. Bij de verkiezingen van 1952 won Chibás' neef Roberto Agramonte, maar Fulgencio Batista pleegde een staatsgreep nog voordat de winnaar van de vrije verkiezingen bekend werd gemaakt. 
Voordat de jonge advocaat Fidel Castro zich om praktische redenen bekeerde tot het communisme en de Communistische Partij van Cuba oprichtte, was hij actief lid van de Orthodoxe Partij. Hij deed in 1952 mee aan de parlementsverkiezingen. Na de staatsgreep van Batista koos hij voor een andere weg dan de democratie om de dictator te verdrijven.